# Jean Eudes
Jean Eudes (Ri, Orne, 14 de novembre de 1601 - Caen, 19 d'agost de 1680) va ser un sacerdot francès, propagador de la devoció al Sagrats Cors de Jesús i Maria, fundador de la Congregació de Jesús i Maria (Eudistes) i de l'Orde de la Mare de Déu de la Caritat del Refugi. El 1925 va ser proclamat sant per Pius XI, essent conegut com a sant Joan Eudes.

## Biografia
D'origen camperol, va estudiar al col·legi jesuïta de Caen. El 25 de març de 1623, va ingressar a l'Oratori de França i fou ordenat sacerdot el 20 de desembre de 1625. Era deixeble del cardenal Pierre de Bérulle, i va començar la seva activitat pastoral amb la cura d'apestats i en missions populars, guanyant fama de gran predicador.
Va fundar el 1641 la Congregació de la Mare de Déu de la Caritat del Refugi, institut religiós femení adreçat a la rehabilitació de les prostitutes que volien deixar l'ofici: l'orde va ser aprovada per Alexandre VII el 2 de gener de 1666.
Amb l'aprovació del cardenal Richelieu, en 1643 Joan Eudes va abandonar l'Oratori i va començar a dedicar-se a la formació del clergat segons les directrius del Concili de Trent. Amb aquesta intenció, va fundar a Caen, el 25 de març de 1643, la Congregació de Jesús i Maria, una societat de vida apostòlica destinada especialment a la direcció dels seminaris i a les missions parroquialsl, i el Seminari de Caen. El 1674, la congregació va ser aprovat per Climent X.
Va promoure la devoció als Sagrats Cors. Va fundar la Societat del Cor de la Mare Més Admirable, a l'estil dels tercers ordes de Sant Francesc o Sant Domènec. En el seu honor, va escriure, el 1637, l'opuscle La vida i el regne de Jesús) i compongué l'ofici litúrgic de la missa de la festa del Sagrat Cor de Maria (dita per primer cop el 1648) i del Sagrat Cor de Jesús (1672).
Va morir a Caen, el 19 d'agost de 1680. Va ser un dels grans mestres de l'Escola francesa d'espiritualitat del segle xvii, amb diverses obres de gran acceptació i amb nombroses edicions; entre elles: Le royaume de Jésus, Le contrat de l'homme avec Dieu par le Saint Baptême, Le mémorial de la vie ecclésiastique, Le bon confesseur, Le prédicateur apostolique, Le cœur admirable de la Très-Sainte Mère de Dieu (que va ser la primera obra escrita sobre la devoció als Sagrats Cors).

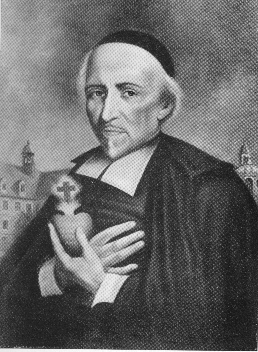
Retrat contemporani
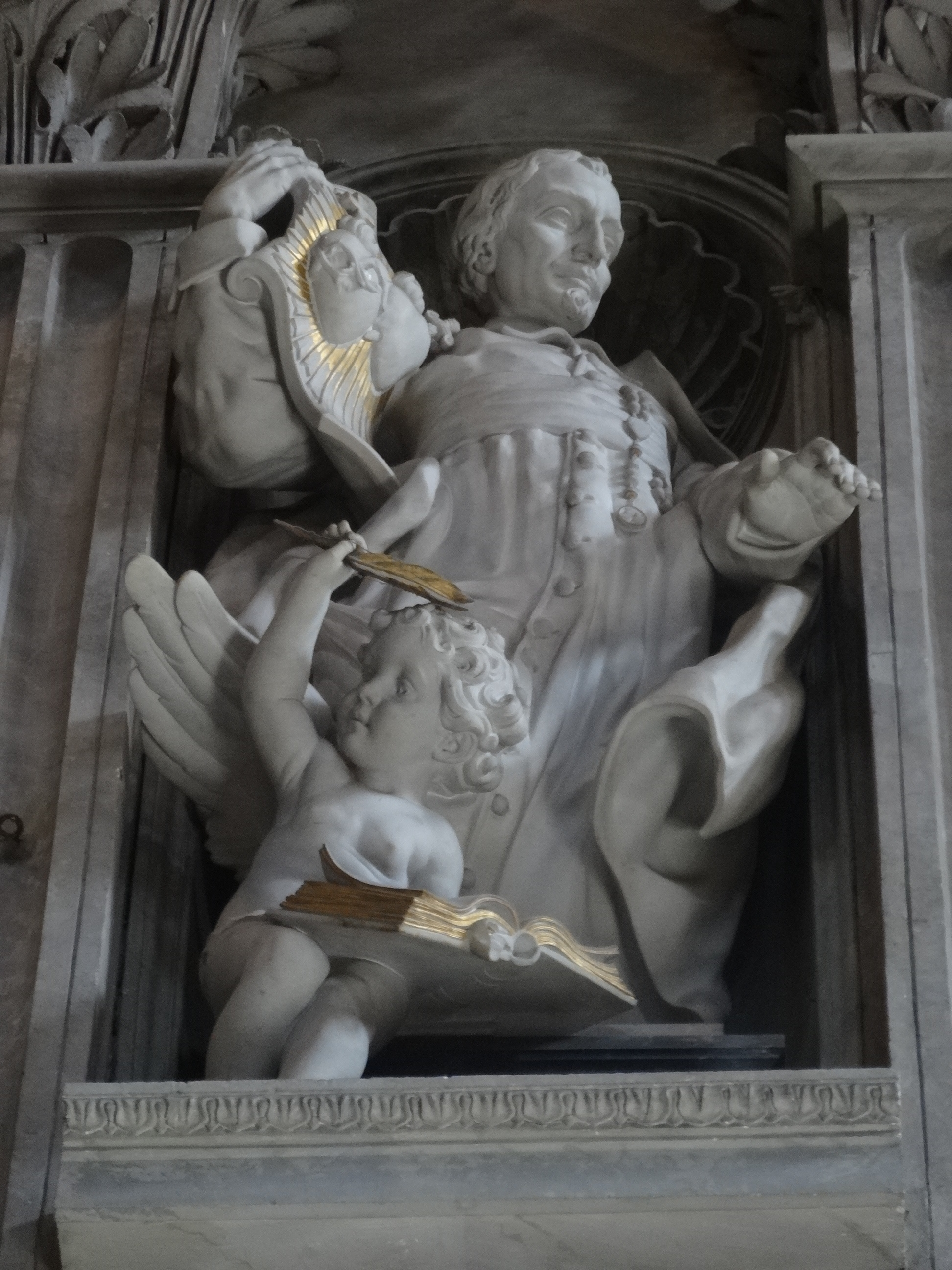
Estàtua de Silvio Silva, 1932, a Sant Pere del Vaticà
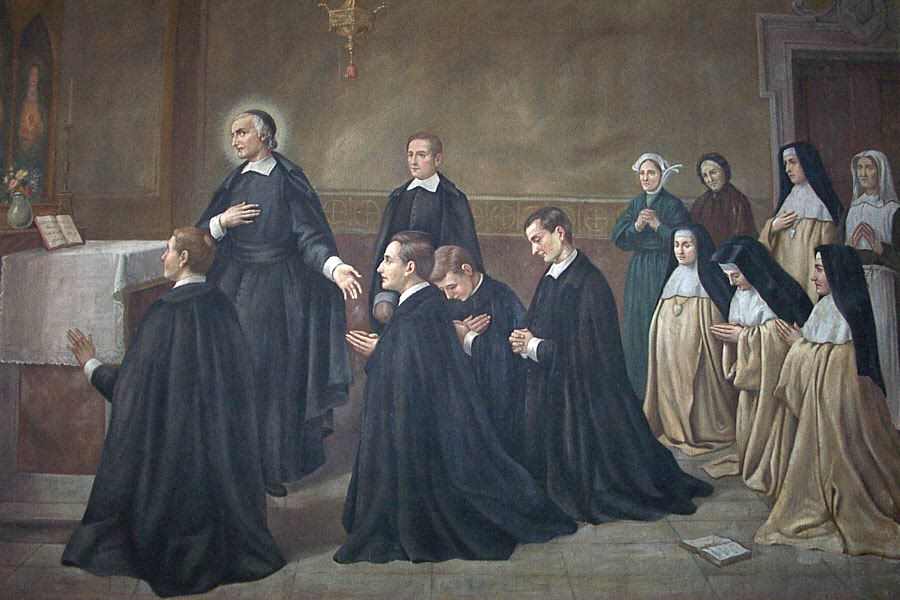
Fundació de la congregació eudista, pintura anònima de 1909

## Veneració
Va ser sebollit a l'església del Très-Saints-Cœurs-de-Jésus-et-Marie del seminari dels Eudistes de Caen. El 1810, les seves restes van ser traslladades a Notre-Dame-de-la-Gloriette. Des del 6 de març de 1884, es troben a la cripta, sota el transsepte sud d'aquesta església jesuïta.
Proclamat venerable el 1903, per Lleó XIII, va ser beatificat per Pius X el 25 d'abril de 1909: Pius XI el va canonitzar el 31 de maig de 1925.

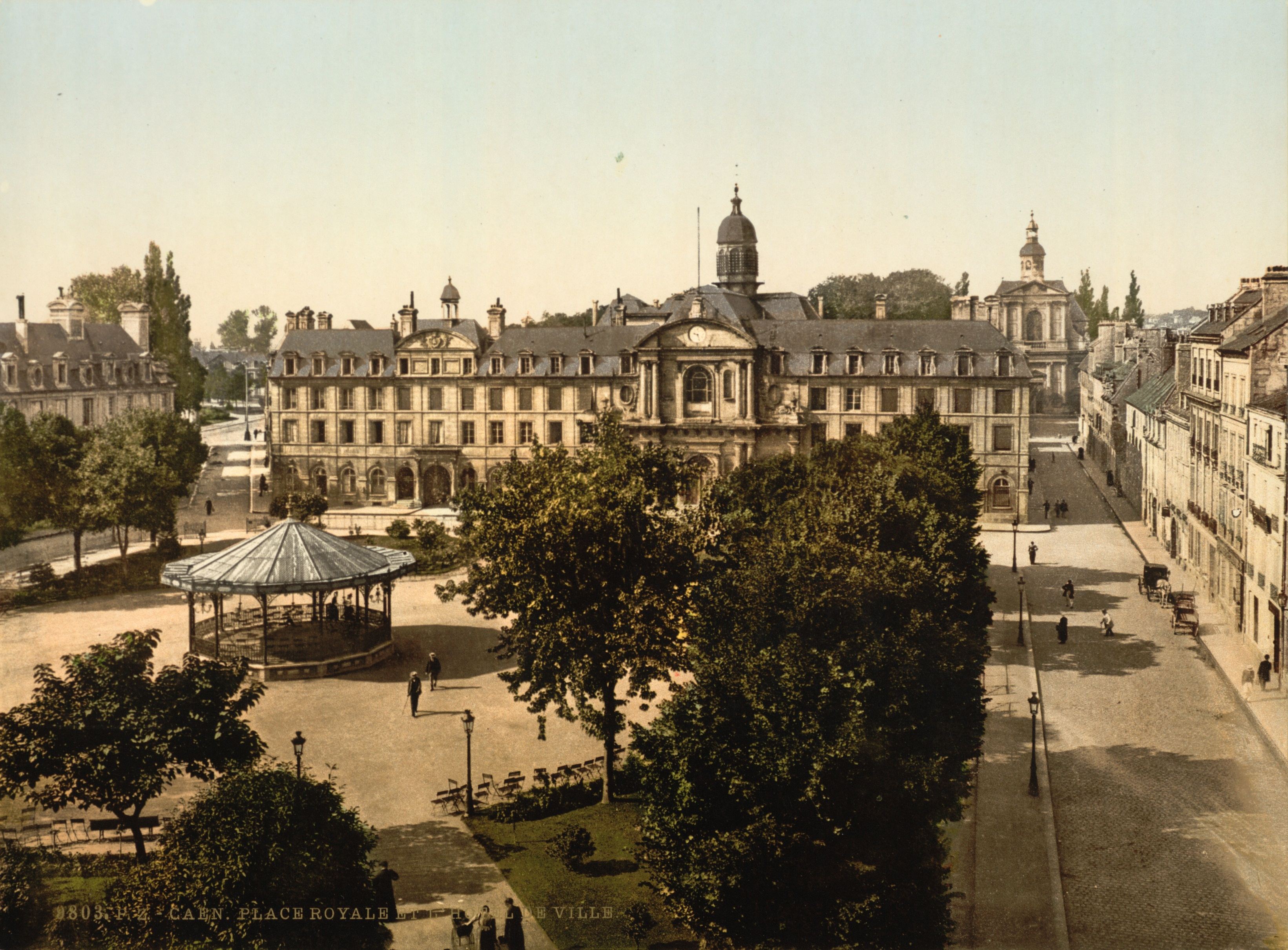
Seminari dels eudistes, postal del primer terç del s. XX
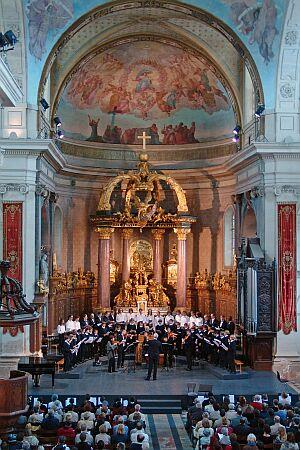
Notre-Dame-de-la-Gloriette, a Caen, on és enterrat el sant
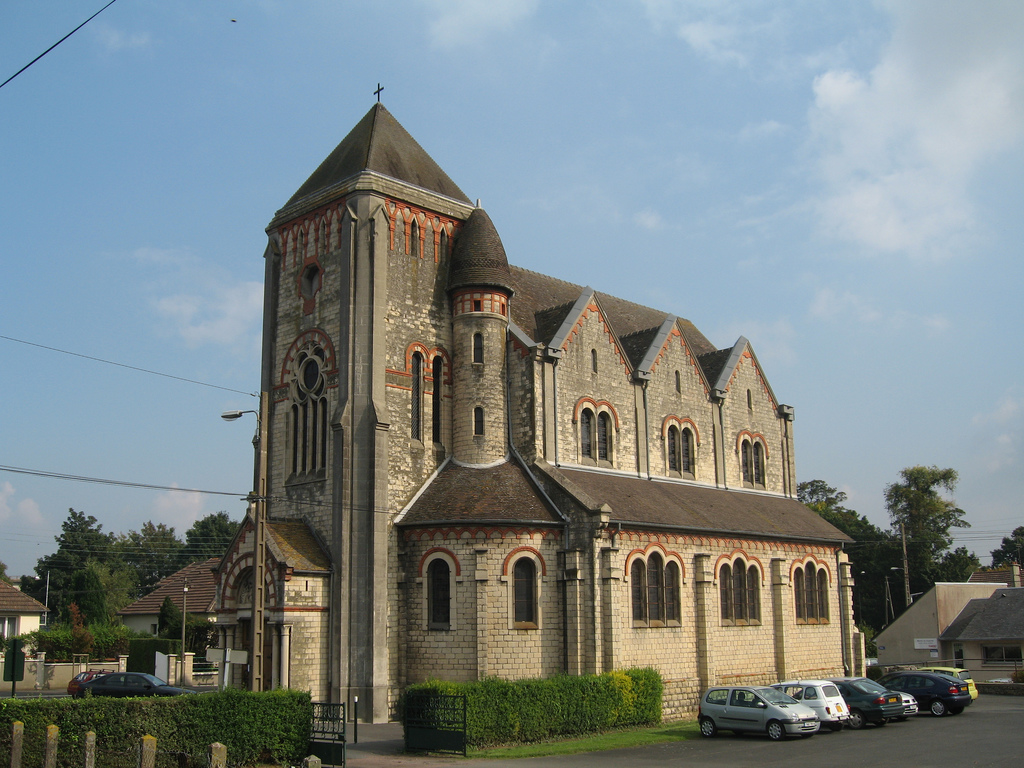
Església de Saint-Jean-Eudes, a Caen, 1933-44